# Мікаель Фаббрі
Мікаель Фаббрі (італ. Michael Fabbri, 8 грудня 1983, Равенна) — італійський футбольний арбітр.

## Кар'єра
Розпочинав судити на нижчих регіональних рівнях з сезону 2000/01 років і був включений до списку арбітрів Леги Про, третього дивізіону країни, на сезон 2009/10 . Через три роки, влітку 2012 року, його підвищили до Серії Б.
8 травня 2013 року у матчі «Кальярі» — «Парма» він дебютував як головний арбітр у Серії А, але за наступний час відсудив там лише чотири гри, перш ніж остаточно став арбітром вищого дивізіону 1 липня 2015 року.
2019 року разом із співвітчизником Марко Гуїдою був включений до списку відеоасистентів арбітра (VAR) на молодіжний чемпіонат Європи в Італії.